# SAP Center
Das SAP Center at San Jose ist eine Mehrzweckhalle in der US-amerikanischen Stadt San José im Bundesstaat Kalifornien. Die Halle ist nach dem deutschen Softwarehersteller SAP benannt, der 2013 die Sponsoringrechte an der Arena für die Dauer von fünf Jahren erworben hat. Das SAP Center beheimatet momentan die Eishockey-Franchises der San Jose Sharks aus der National Hockey League (NHL) und die  San Jose Barracuda aus der American Hockey League (AHL).
Die Arena hat, je nach Veranstaltungsart, ein Fassungsvermögen von 16.000 bis 20.000 Zuschauern. Neben 68 Luxus-Suiten stehen 3.000 Clubsitze zur Verfügung. Bei Heimspielen der San Jose Sharks in der NHL ist die Arena zu etwa 97 Prozent ausgelastet.

## Geschichte
Eröffnet wurde das SAP Center 1993 unter dem Namen San Jose Arena. 2001 erfolgte aufgrund eines Sponsoringvertrages die erste Umbenennung in Compaq Center. Zwei Jahre später, Hewlett-Packard hatte inzwischen Compaq übernommen, folgte die zweite Namensänderung. Die dritte Namensänderung erfolgte 2013, nachdem Hasso Plattner, einer der Mitbegründer von SAP, die Mehrheitsanteile an den San Jose Sharks übernahm. Seitdem trägt die Arena den Namen SAP Center at San Jose.
Im Vergleich mit den anderen Eishockeystadien in der National Hockey League ist die Arena in San Jose mit 17.562 Plätzen zwar eine der kleinsten, aufgrund ihrer Enge aber zugleich eine der lautesten und stimmungsvollsten. Aufgrund der Nutzung durch die San Jose Sharks trägt die Halle den Beinamen „Shark Tank“ (deutsch „Haifischbecken“). Bei Veranstaltungen, für die kein Eis benötigt wird, kann die Eisfläche mit Isolierplatten belegt und darauf der benötigte Bodenbelag gelegt werden.
Zwischenzeitlich trugen auch die Golden State Warriors, ein Basketball-Team aus der National Basketball Association (NBA), ihre Heimspiele in der Arena aus, da ihre ursprüngliche Heimspielstätte in Oakland renoviert wurde. Zudem fanden bereits zahlreiche andere Veranstaltungen im SAP Center statt, so zum Beispiel die amerikanischen Meisterschaften im Eiskunstlauf und verschiedene Basketballturniere. Von 1994 bis 2013 fand das ATP-Tennis-Turnier namens SAP Open in der Halle auf Hartplatz statt. Am 18. Januar 1997 war die Arena Austragungsort des NHL All-Star Game.
Im Februar 2018 gab die NHL bekannt, dass das All-Star Game 2019 am 27. Januar des Jahres im Rahmen des All-Star-Weekend in der Heimspielstätte der San Jose Sharks stattfinden werde.

## Galerie

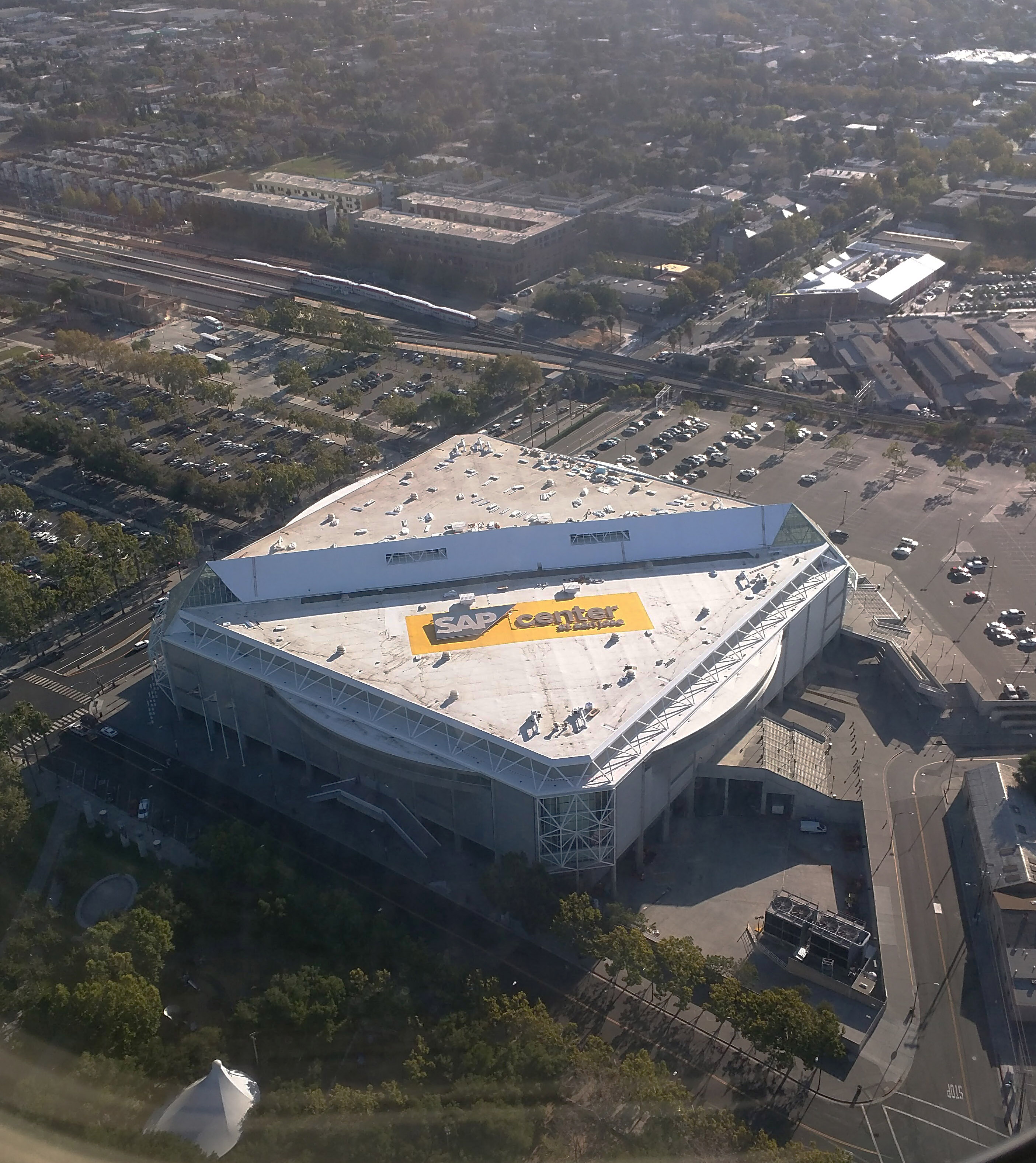
Luftbild des SAP Centers (September 2015)
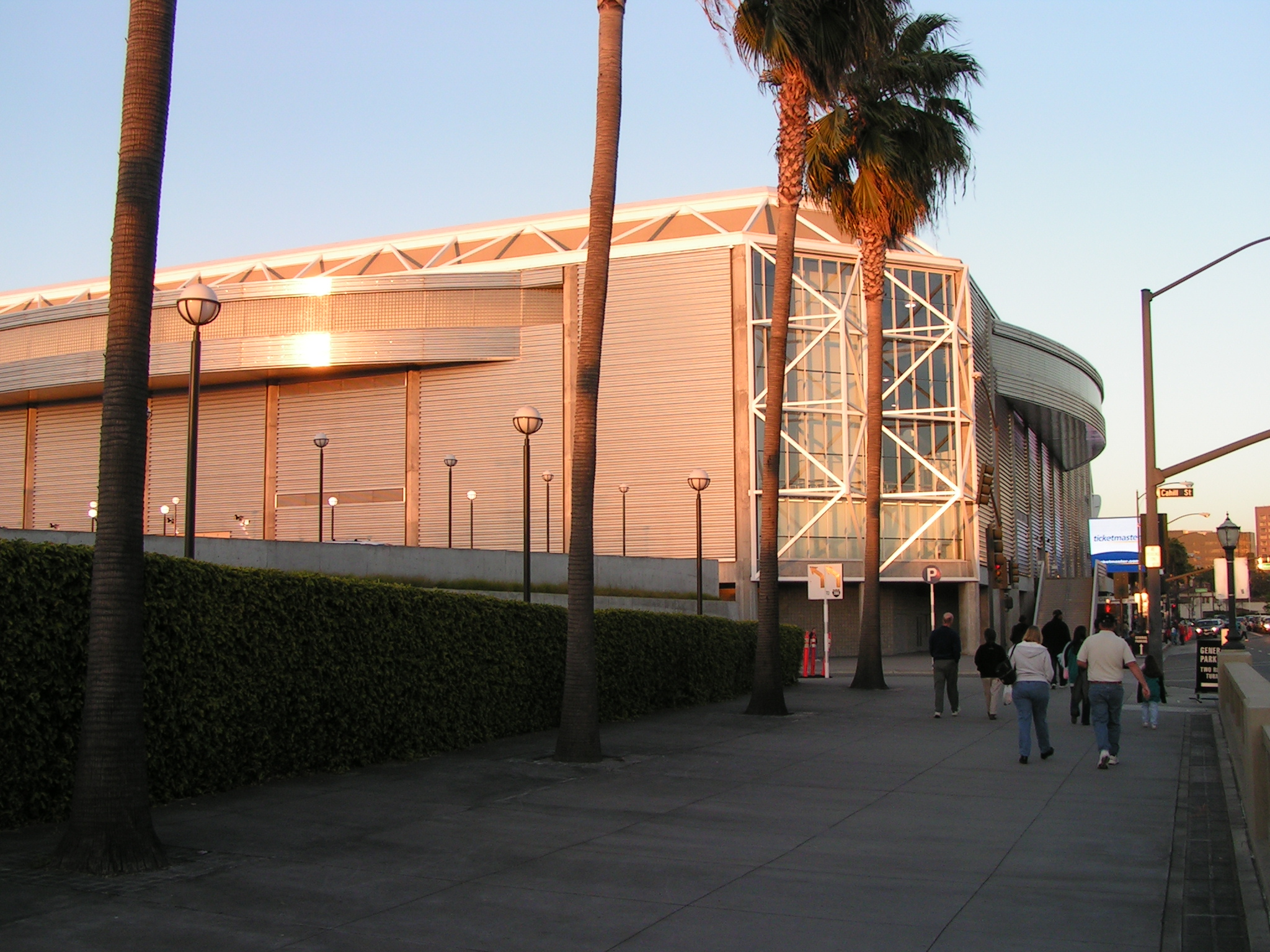
Fassade des HP Pavilions (April 2004)
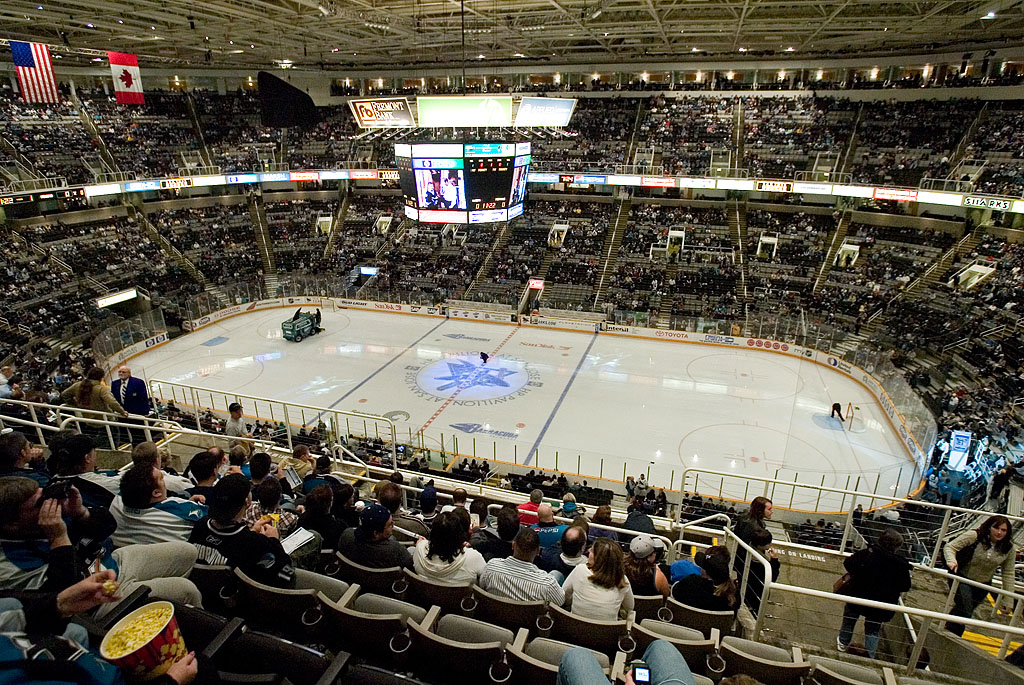
Innenansicht vor einem Eishockeyspiel der San Jose Sharks (November 2006)
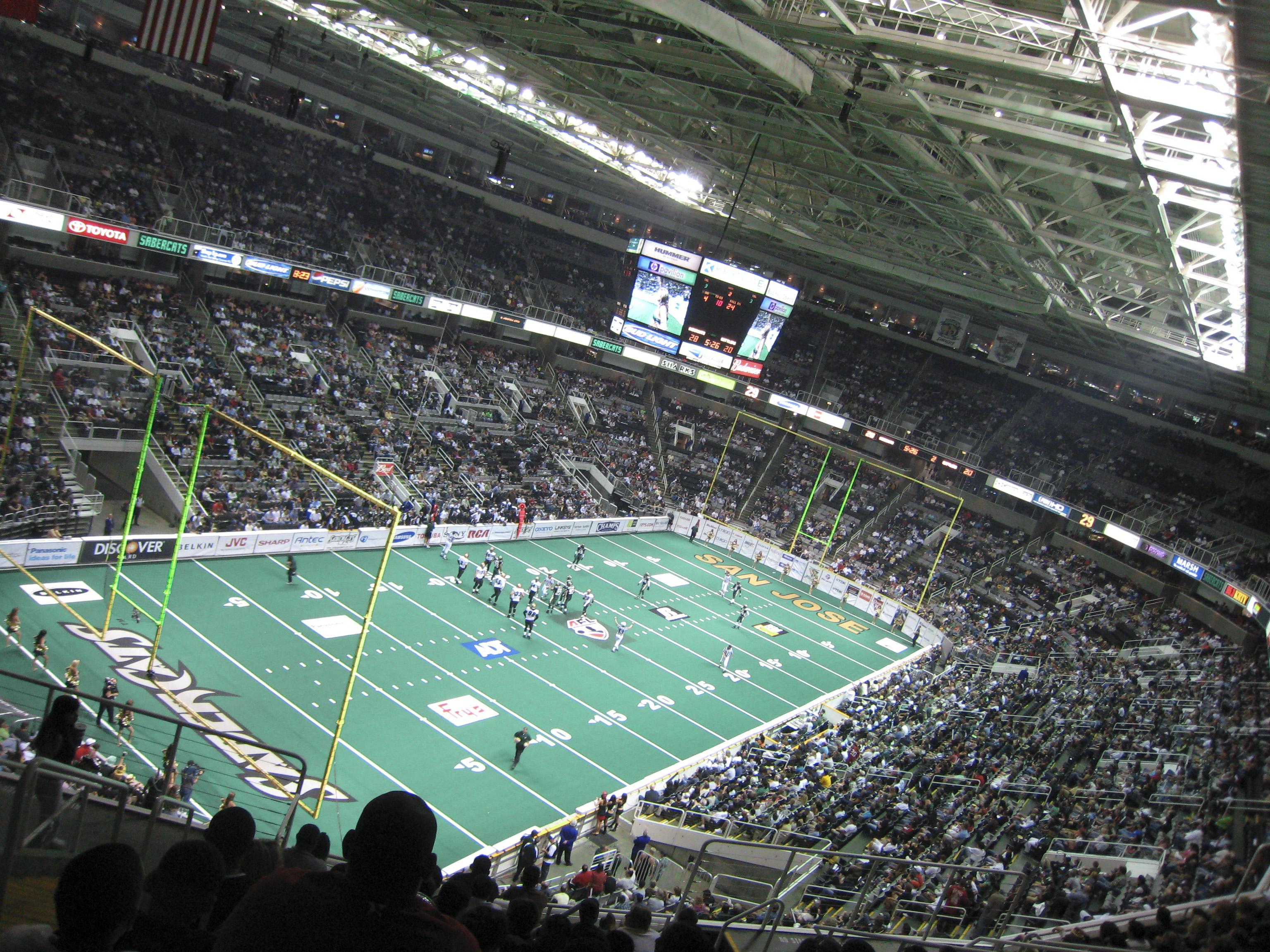
Das SAP Center während eines Arena-Football-Spiels der San Jose SaberCats (Juni 2007)
Das alte Sponsorenlogo des HP Pavilions